# Municipio de Greene (condado de St. Joseph)
El municipio de Greene (en inglés: Greene Township) es un municipio ubicado en el condado de St. Joseph en el estado estadounidense de Indiana. En el año 2010 tenía una población de 3216 habitantes y una densidad poblacional de 35,89 personas por km².

## Geografía
El municipio de Greene se encuentra ubicado en las coordenadas 41°35′21″N 86°22′11″O / 41.58917, -86.36972. Según la Oficina del Censo de los Estados Unidos, el municipio tiene una superficie total de 89.6 km², de la cual 88.93 km² corresponden a tierra firme y (0.75%) 0.68 km² es agua.

## Demografía
Según el censo de 2010, había 3216 personas residiendo en el municipio de Greene. La densidad de población era de 35,89 hab./km². De los 3216 habitantes, el municipio de Greene estaba compuesto por el 94.31% blancos, el 2.02% eran afroamericanos, el 0.28% eran amerindios, el 0.56% eran asiáticos, el 0.09% eran isleños del Pacífico, el 1.09% eran de otras razas y el 1.65% pertenecían a dos o más razas. Del total de la población el 3.45% eran hispanos o latinos de cualquier raza.